# 上戈特薩克文德山

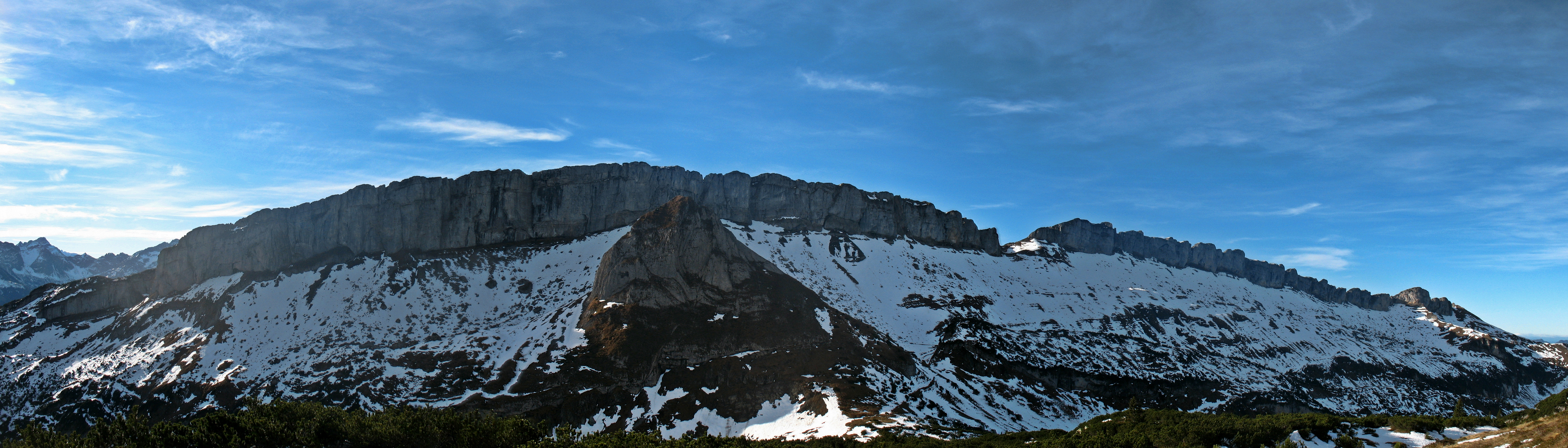

47°22′35″N 10°7′0″E / 47.37639°N 10.11667°E
上戈特薩克文德山（德語：Obere Gottesackerwände），是德國的山峰，位於該國東南部，由巴伐利亞負責管轄，屬於阿爾高阿爾卑斯山脈的一部分，海拔高度2,033米，每年平均降雨量1,730毫米。